# L’Indiscret

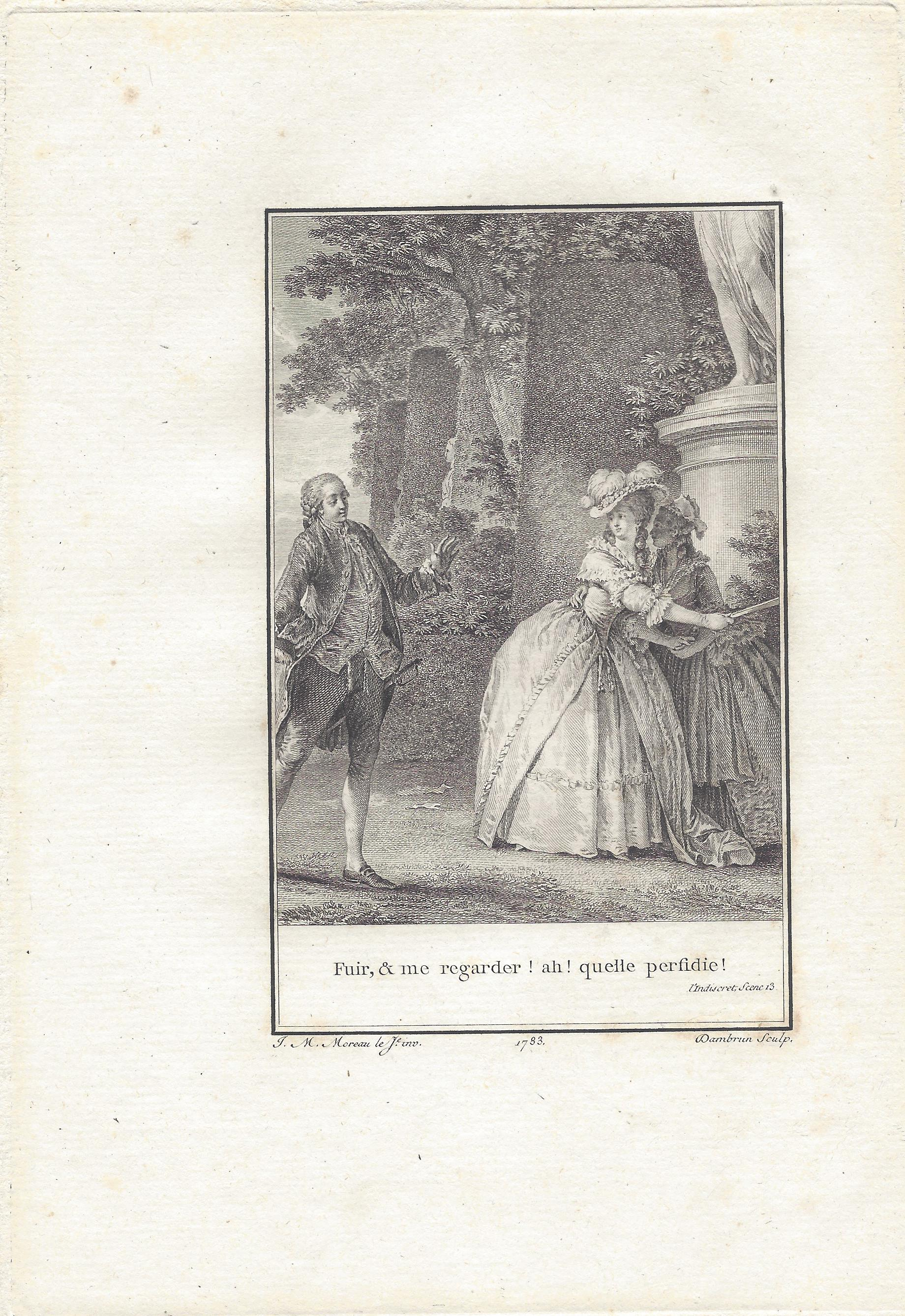
Jean-Michel Moreau: Illustration zum L’indiscret, 1783

L’indiscret ist eine 1724 entstandene Komödie in einem Akt und Versen von Voltaire. Das Stück wurde am 18. August 1725 uraufgeführt und im selben Jahr in Buchform veröffentlicht.

## Handlung
Damis, ein gutaussehender junger Edelmann, sucht mit wenig Erfolg sein Weiterkommen bei Hofe. Er hat das Herz der schönen jungen Witwe Hortense erobert und beabsichtigt sie zu heiraten. Damis folgt jedoch nicht den Ratschlägen seiner Mutter und bringt sich mit seiner lockeren Zunge um die Gunst seiner Umgebung und der von Hortense. Nach den Regeln des Hofes hat er dadurch weder Chancen auf eine Karriere noch auf eine weiterbringende Heirat.

## Literarische Vorlage und biografische Bezüge
Voltaire schrieb den L’indiscret im Juli und August 1724 während eine Bäderkur in Forges-les-Bains im Gefolge des Herzogs von Richelieu. Voltaire konnte dem Bad wenig abgewinnen: „In einer Flasche Wasser aus Forges ist mehr Vitriol als in einer Flasche Tinte, und ich glaube nicht, dass Tinte besonders gut für die Gesundheit ist.“ In Forges-les-Bains kurten in dieser Saison der abgesetzte Premierminister, der Duc de Bourbon, und seine Mätresse die Marquise de Prie. Voltaire widmete seine erste Komödie in diesem Zusammenhang der Marquise de Prie.

## Aufführungen und zeitgenössische Rezeption
Die Komödie wurde am 18. August 1725 an der Comédie-Française uraufgeführt. Eine gemeinsame Aufführung mit der Tragödie Hérode et Mariamne vor der Königin schloss sich an. Die Königin soll geweint und gelacht haben und setzte mon pauvre Voltaire eine weitere Jahresrente aus.

## Drucklegung
L'indiscret erschien 1725 ohne Angabe des Verfassers bei Pissot und Flahault in Paris.

## Beigaben
Voltaire stellte der Ausgabe eine galante gereimte Widmung an die Marquise de Prie voran.

## Erste Ausgaben
- L'indiscret, comédie de M. de Voltaire, Paris, Pissot et Flahault, 1725, 8°, 60 S.online
- L'indiscret, comédie de M. de Voltaire. Nouvelle édition revue et corrigée, Ledet et compagnie et Desbordes, 1732, 8°, 63 S.
- L'indiscret, comédie de M. de Voltaire. Représentée sur le Théatre de la Compagnie française, Paris, Prault Fils, 1742, 8°, 62 S. (Wiederverwertung der Restauflage von 1725 mit neugedrucktem Titel).